# Anna Jönsdotter (död 1687)
Anna Jönsdotter, död 10 december 1687 i Halmstad, var en svensk kvinna som blev avrättad för häxeri i Halland. 
Hon anmäldes för att ha trollat sjukdom på den långvarigt sjuke urmakaren Jurgen Stefans, som hyrde rum hos hennes syster. Hon förhördes i rådstugan och erkände att hon hade lagt ut trollknutor i urmakarens kammare och ett rep med knutor utanför hans dörr. Hon fängslades och hotades med tortyr av bödeln. Hon beskrev då trollformler, bekände att hon varit hos Djävulen i Blåkulla och att hon även tagit emot besök av honom i sin bostad under dagtid, och nämnde andra hon sett i Blåkulla. 
Trolldomsmål hade under denna tid blivit ovanliga i Sverige, men Halland hade aldrig berörts av det stora oväsendet. Hon dömdes till döden och målet gick sedan vidare till hovrätten. Hovrätten bekräftade hennes dödsdom. De andra personer hon utpekat blev dig frikända. 
Hon avrättades genom halshuggning och sedan bränning på bål på Galgberget i Halmstad. 
Det finns sex bekräftade avrättningar för trolldom i Halland mellan 1608 och 1687: Johanne Tusindkierling 1608; Kirstine, hustru till Niels Mogensen, 1619; Anders Krybber 1619; Dorothea Joensdotter 1664, Anna Jönsdotter 1687 och Elin Ambjörnsdotter 1688.